# Rinorea youngii
Rinorea youngii är en violväxtart som beskrevs av Arthur Wallis Exell och Mendonca. Rinorea youngii ingår i släktet Rinorea och familjen violväxter. Inga underarter finns listade i Catalogue of Life.